# Vol Alitalia 404
Le vol Alitalia 404 est un vol international régulier, parti de l'aéroport de Milan-Linate à destination de l'aéroport international de Zurich, qui s'est écrasé le 14 novembre 1990, à proximité de Weiach, commune du canton de Zurich en Suisse. Pendant la phase d'approche, le Douglas DC-9 effectuant le vol s'est écrasé sur le flanc du Stadlerberg (de), à environ 8 km de la piste de l'aéroport de Zurich, ne laissant aucun survivant parmi les 46 personnes à bord.
Après investigations, les enquêteurs suisse ont conclu que l'accident du vol 404 a été causé par un court-circuit dans le réseau électrique de l'avion, qui a conduit à la panne d'un des récepteurs ILS et à une mauvaise évaluation du plan de descente par le commandant de bord. Ce dysfonctionnement est passé inaperçu auprès de l’équipage, qui pensait probablement être sur la bonne trajectoire de vol jusqu’à l’impact avec le relief.
Les autorités suisses ont également identifié comme facteurs contributifs à l'accident la gestion des ressources de l'équipage (CRM) inadéquate dans le cockpit, et notamment du commandant de bord, qui a refusé une proposition de remise des gaz, pourtant répétée à plusieurs reprises par son collègue, ainsi que l'absence d'éclairage indiquant la présence de la montagne et un problème connu d'erreurs de lecture de l'altimètre de l'appareil, dit « à tambour et aiguille », présent à bord des vieux avions de lignes, notamment des DC-9.

## Avion et équipage

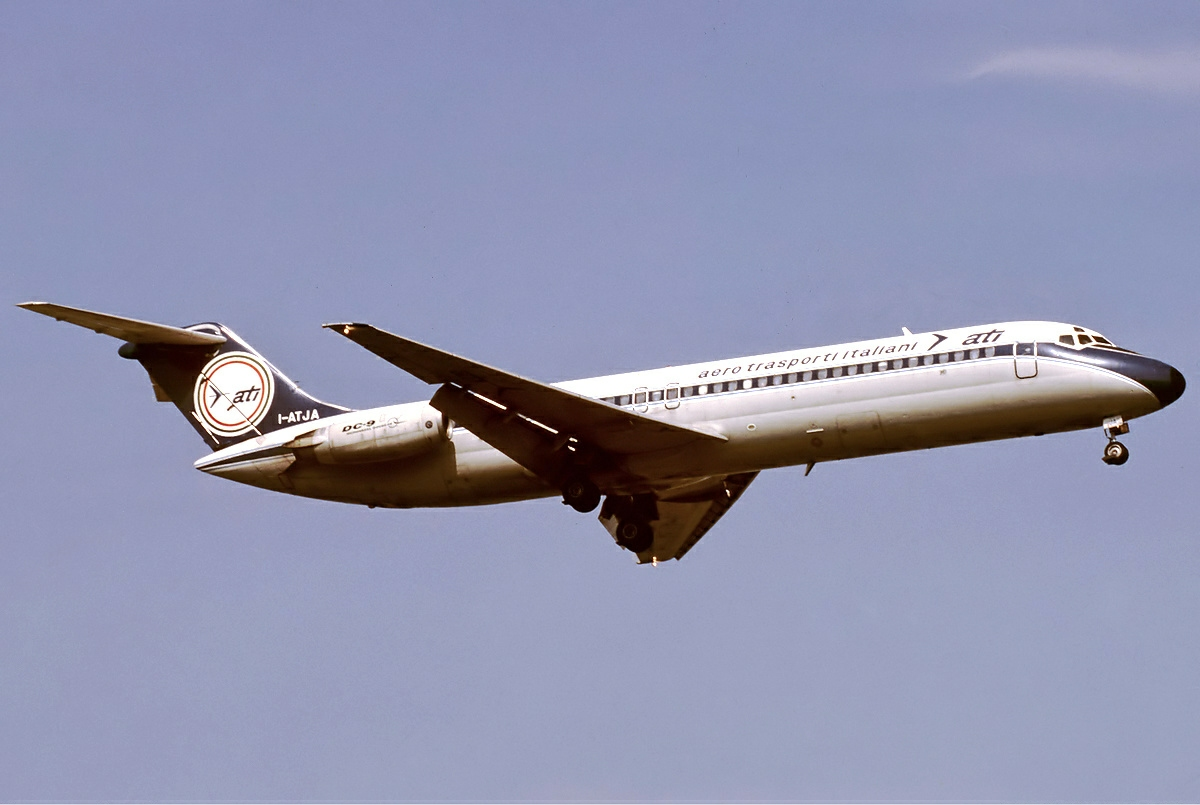
L'appareil impliqué dans l'accident, ici en juin 1982, alors qu'il opérait pour Aero Trasporti Italiani.

L'appareil impliqué, un Douglas DC-9-32 immatriculé I-ATJA et construit en 1974 (numéro de série 47641), avait environ 16 ans au moment de l'accident et cumulé 33 886 heures de vol. Il a été livré dans un premier temps à Aero Trasporti Italiani, une filiale d'Alitalia, et a été transféré à Alitalia en octobre 1988. Selon les enquêteurs, l'avion cumulé plus de 43 400 cycles de vol (décollages/atterrissages) et ils ont également déclaré que l'avion avait été inspecté seulement 10 jours avant l'accident.
Le commandant de bord est Raffaele Liberti (47 ans), un pilote vétéran d'Alitalia, il travaille pour la compagnie aérienne depuis 20 ans et compte plus de 10 000 heures de vol à son actif. Le copilote, alors pilote en fonction, est Massimo De Fraia (28 ans), qui a rejoint Alitalia en 1989 et est beaucoup moins expérimenté que le commandant.

## Accident
Lors de l'approche du vol 404 sur la piste 14 de l'aéroport international de Zurich, l'affichage de l'ILS du commandant de bord a donné des valeurs incorrectes en raison d'un récepteur défectueux. Il indiquait à tort que l'avion se trouvait à environ 1 000 pieds plus haut qu'il ne l'était en réalité, empêchant également l'avertisseur de proximité du sol (GPWS) d'analyser correctement la situation et d'émettre une alarme. Cela a incité l'équipage à descendre beaucoup trop bas, alors que la procédure lui imposait de maintenir une altitude de 4 000 pieds (1 219 m) jusqu'au point d'approche finale.
Le récepteur ILS du copilote fonctionnait correctement et affichait une approche dangereusement basse. Sans examiner minutieusement quelle valeur était correcte, le commandant de bord a décidé d'ignorer le deuxième instrument et de stopper une manœuvre de remise de gaz amorcée par le copilote. Peu de temps après (à 19 h 11 UTC) le vol 404 a heurté le flanc d'une montagne, le Stadlerberg (de), à 1 660 pieds QNH (510 mètres d'altitude)
Le premier impact s'est produit contre la cime des arbres du côté droit de l'avion, provoquant l'arrachement de plusieurs pièces essentielles de l'appareil, telles que les volets et l'extrémité de l'aile droite, et conduisant à une portance asymétrique au niveau des ailes de l'avion. En conséquence, le DC-9 a commencé à prendre du roulis vers la droite, pour finalement percuter la montagne en étant pratiquement sur le dos. Les 40 passagers et les six membres d'équipage ont tous péri dans l'accident.
Les pompiers et la police locale ont été immédiatement dépêchés sur les lieux de l'accident, mais l'incendie était si intense qu'il a fallu une journée entière pour l'éteindre. L'aéroport de Milan-Linate a immédiatement mis en place un centre de crise, pour prendre en charge les familles des victimes présentes à bord de l'avion

## Victimes
L'avion transportait 40 passagers et 6 membres d'équipage. Les membres de l'équipage étaient composés de deux pilotes et de quatre agents de bord, tous de nationalité italienne. Deux responsables japonais d'Oki Electric Industry étaient également à bord et de nombreux autres passagers étaient des ouvriers rentrant chez eux après avoir travaillé dans la zone industrielle de Milan. Parmi les passagers à bord se trouvait notamment l'acteur italien Roberto Mariano.
| Nationalité | Passagers | Équipage | Total |
| ----------- | --------- | -------- | ----- |
| Suisse      | 26        | 0        | 26    |
| Italie      | 6         | 6        | 12    |
| États-Unis  | 6         | 0        | 6     |
| Japon       | 2         | 0        | 2     |
| Total       | 40        | 6        | 46    |

## Enquête et cause de l'accident
L'enquête a mobilisé de nombreux enquêteurs du Bureau d'enquête sur les accidents d'aviation suisse (BEAA), qui ont été informés de l'accident une heure plus tard. De plus, le ministre italien de l'Intérieur, Vincenzo Scotti, a envoyé une équipe d'enquêteurs sur le lieu de l'accident, en collaboration avec le Conseil national de la sécurité des transports (NTSB) et la Federal Aviation Administration (FAA) des États-Unis. L'enregistreur de paramètres (FDR) et l'enregistreur phonique (CVR) ont été récupérés sur le lieu de l'accident.

### Panne du récepteur ILS
Les enregistrements des boîtes noires ont montré qu'un des instruments de navigation, l'indicateur de situation horizontale (en) (HSI), avait apparemment capté la bonne trajectoire de descente. Au moment où la trajectoire de descente a été captée, l'avion volait à environ 1 300 pieds (396 m) en dessous de la trajectoire de descente normale. En examinant le récepteur au microscope, l'enquête a révélé que lors de l'impact, l'indicateur de trajectoire de descente était positionné juste au-dessus de la position centrale « en descente », ce qui signifie que la trajectoire de descente avait été captée. Les enquêteurs ont également révélé que les deux récepteurs ILS de l'avion, NAV 1 et NAV 2, suivaient bien la trajectoire de descente, alors qu'il volait en dessous de la trajectoire de descente nominale. À ce moment-là, les enquêteurs n'ont trouvé aucun défaut sur l'instrument.
Un examen détaillé du récepteur ILS a démontré que, pendant son fonctionnement en vol, le mode NAV peut conduire à une indication LOC (alignement horizontal) ou GS (alignement vertical) complètement fausse (indication « ON »). Un petit voyant rouge aurait dû apparaître sur l'indicateur lorsque l'erreur s'est produite, mais cela n'a pas été le cas lors de ce vol.
Le constructeur de l'avion, McDonnell Douglas, a fourni aux enquêteurs une lettre qu'il avait envoyée six ans plus tôt, le 24 août 1984, à tous les exploitants de Douglas DC-8, Douglas DC-9, McDonnell Douglas C-9 et McDonnell Douglas MD-80 équipés du récepteur ILS défectueux, qui concernait les risques liés au mode de commutation avec un des deux NAV  pouvant être défectueux. McDonnell Douglas avait organisé un séminaire sur le NAV défectueux en 1985 à Long Beach, en Californie, et Alitalia y avait envoyé trois de ses pilotes. Cependant, l'information relative à la lettre et au séminaire n'a jamais été transmise aux équipages de la compagnie aérienne. Ceux-ci, y compris celui du vol 404, n'étaient pas au courant d'une possible erreur d'indication.
Selon McDonnell Douglas, un court-circuit ou un circuit ouvert dans certains modèles de récepteurs de radionavigation (VOR/ILS) pourrait amener les instruments de navigation à indiquer une « déviation nulle ». Ainsi, les données brutes liées aux informations de déviation sur l'horizon artificiel, affichées par les barres du directeur de vol, et le HSI pourraient alors se centrer et rester centrées sans aucune indication de panne ou d'avertissement visible.
Non seulement il n'a pas averti les pilotes du problème, mais ce circuit ouvert a également empêché le pilote automatique et l'avertisseur de proximité du sol (GPWS) de recevoir les signaux de déviation de cap et de trajectoire de descente appropriés, ce qui a eu pour conséquence qu'aucun des deux instruments n'a émis d'avertissement concernant le danger imminent. Le pilote automatique a continué de guider l'avion selon les différentes entrées de l'équipage précédemment établies et le GPWS n'a pas déclenché d'alarme car l'équipage pensait qu'il était sur la bonne trajectoire de descente, alors qu'en réalité ce n'était pas le cas.
Pour vérifier le bon fonctionnement du système, le commandant de bord et le copilote utilisaient normalement deux récepteurs VOR/LOC distincts pour les informations de navigation. Cependant, en raison de l'absence d'un voyant d'avertissement, l'équipage a cru qu'il était sur la bonne trajectoire de descente et a ensuite utilisé la fonction de commutation NAV pour sélectionner le récepteur VOR/LOC défectueux sur les instruments des deux pilotes.

### Mauvaise lecture de l'altimètre

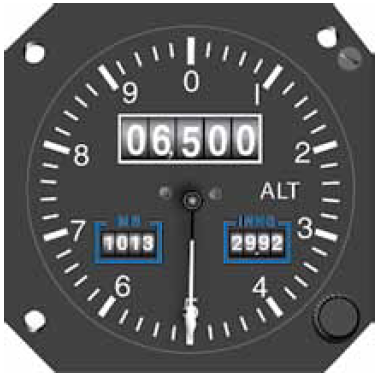
Photographie d'un altimètre « à tambour et aiguille », similaire à ceux présent à bord du DC-9 du vol 404.

Le DC-9 était équipé d'un altimètre d'ancienne génération, dit « à tambour et aiguille ». Ce type d'altimètre présente plusieurs inconvénients ; par exemple, lorsque l'aiguille est positionnée d'une certaine manière, elle peut partiellement masquer la lecture des chiffres affichés sur le tambour, ce qui peut rendre difficile la détermination précise de l'altitude.
L'U.S. Air Force avait noté que cette conception d'altimètre posait problème dans plusieurs rapports de formation et de sécurité.
Dans les années précédant le crash du vol 404, plusieurs accidents avaient été causés par une mauvaise lecture de l'altimètre. Une étude de la NASA a montré que, d'après une enquête menée auprès de 169 pilotes américains, 137 d'entre eux ont déclaré avoir déjà mal lu l'altimètre au moins une fois, 134 pilotes ont observé un autre pilote mal lire un altimètre, 85 % des pilotes ont expliqué qu'ils avaient remarqué que des erreurs de lecture s'étaient produites plus d'une fois dans le cockpit pendant leur vol, et la plupart des erreurs de lecture se sont produites pendant la phase d'approche.
Les enquêteurs ont déclaré que l'équipage du vol 404 avait peut-être mal lu l'altimètre. Il est possible que le commandant de bord ait mal lu l'altimètre, pensant que la hauteur de la radioborne extérieure de 2 650 pieds (807 m) n'avait été que légèrement dépassée. Il a alors annulé la remise de gaz du copilote, car il pensait pouvoir atteindre la bonne trajectoire de descente en peu de temps avec un taux de descente minimal.

### Erreur de pilotage
Le copilote a amorcé une remise de gaz, mais le commandant de bord l'a immédiatement interrompue, disant : « Maintenez la pente de descente, pouvez-vous la maintenir ? ». Le copilote a alors répondu : « Oui ». Les enquêteurs travaillant avec McDonnell Douglas ont conclu que, si le commandant de bord n'avait pas interrompu la remise des gaz et avait eu la même conscience de la situation que le copilote, la catastrophe aurait été complètement évitée.
Les enquêteurs pensent que la raison de cette mauvaise décision est le fait que le commandant de bord n'avait aucune connaissance de la situation et n'était pas satisfait de la performance du copilote pendant le vol. En conséquence, le commandant de bord a montré un certain manque de confiance envers son copilote.

### Le Stadlerberg
Comme le mont Stadlerberg est relativement éloigné par rapport à la piste, selon les normes de l'Organisation de l'aviation civile internationale (OACI), la balise d'éclairage, sensé prévenir les pilotes de la présence d'un éventuel obstacle, n'était pas nécessaire. Cette montagne de 2 090 pieds (640 m) n'était pas visible pendant la nuit et pouvait donc mettre en danger la sécurité des vols.
Ce problème avait été discuté entre Swissair, les autorités aéroportuaires suisses et l'Office fédéral de l'aviation civile (OFAC) depuis 1976. L'analyse du CVR n'a donné aucune indication que l'équipage recherchait visuellement la montagne, alors recouverte par les nuages, pendant l'approche.

## Conséquences

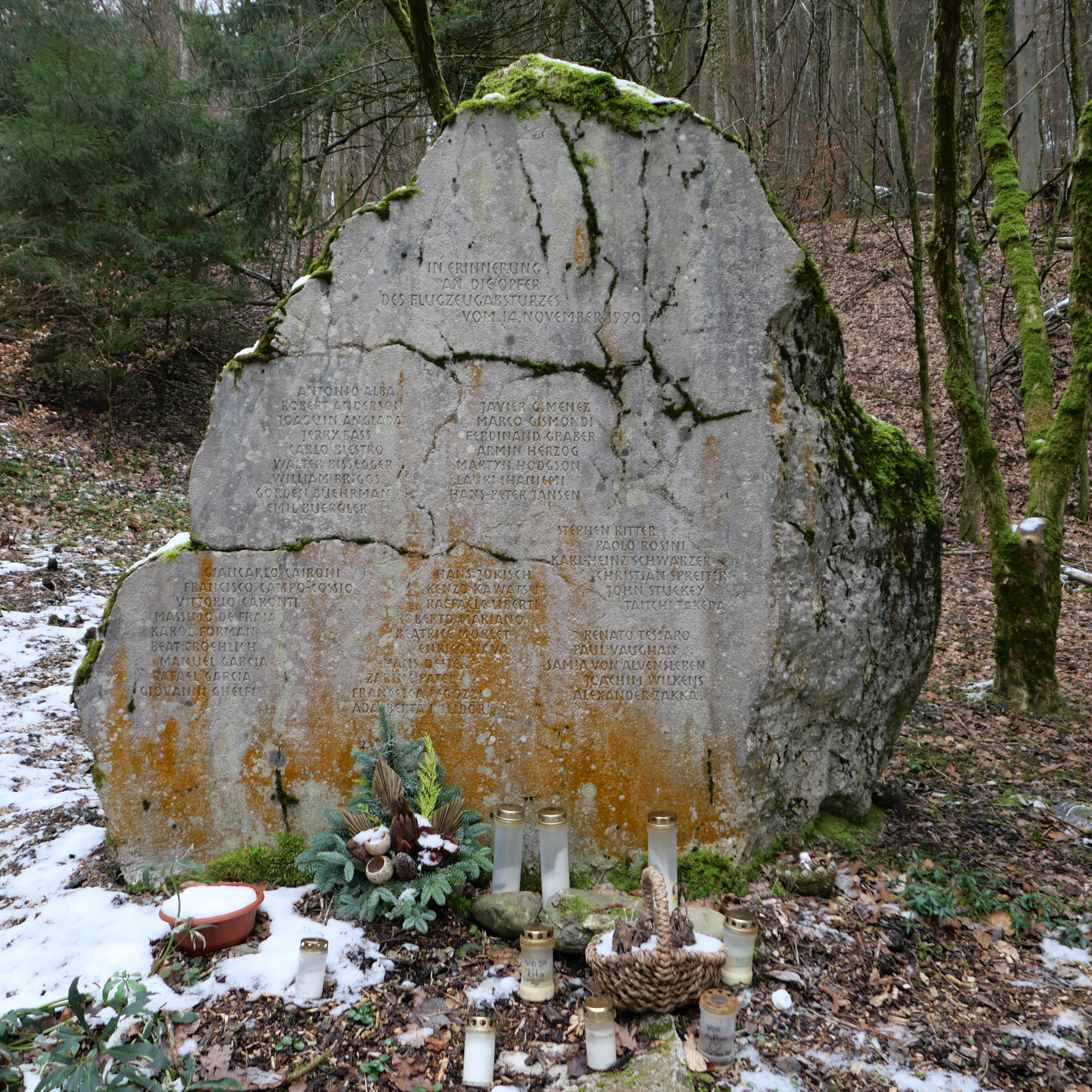
Mémorial en souvenir des victimes de l'accident.

Après avoir examiné la chaîne des événements ayant menée à l'accident du vol 404, la commission d'enquête a formulé plusieurs recommandations afin d'éviter des scénarios similaires. Des règles améliorées concernant la communication entre le commandant de bord et le copilote pendant l'atterrissage ont été mises en œuvre et les possibilités d'une mauvaise lecture des altimètres ont été signalées aux pilotes.
Plus important encore, un ordre dans lequel de nouvelles règles interdisent l'interruption d'une remise des gaz une fois celle-ci initiée, quels que soient le rang et la fonction du pilote qui l'initie. Une révision appropriée des décisions et des communications claires font partie de la gestion des ressources de l'équipage (CRM).
Plusieurs changements majeurs ont été apportés après ce crash :
- Instauration de nouvelles règles pour la communication entre le pilote et le copilote lors de l'atterrissage, afin d'éviter une mauvaise lecture des altimètres.
- Interdiction d'interrompre toute remise de gaz une fois qu'elle est démarrée.
- Ajout de balises lumineuses au sommet du Stadlerberg, qui indiquent aux avion la présence de la montagne.
- Révision du manuel de formation de McDonnell Douglas pour ajouter des informations sur la possibilité de panne du système de navigation.

De plus, plusieurs recommandations ont été formulées afin d'éviter des accidents similaires :
- Suppression des équipements de navigation qui ne surveille pas le signal transmit au pilote.
- Suppression des altimètre à tambour et aiguille à bord de tous les avions de ligne. Les autorités ont demandé que cette recommandation soit mise en œuvre avec effet immédiat.
- Vérification du bon fonctionnement du GPWS, même en cas de panne du système de navigation.

## Médias
L'accident a fait l'objet d'un épisode dans la série télé Air Crash nommé « Inclinaison fatale » (saison 17 - épisode 8).